# 5 dies de guerra
5 dies de guerra (títol original en anglès 5 Days of War) és una pel·lícula estatunidenca del 2011 dirigida pel director finès Renny Harlin sobre la Guerra a Ossètia del Sud (2008) paral·lelament a l'inici dels Jocs Olímpics de Pequín. Ha estat doblada al català.

## Argument
El 2007, durant la Guerra d'Iraq, un contingent georgià salva la vida d'un reporter americà, Thomas Anders (Rupert Friend), mentre que un dels seus col·legues és mort durant l'operació. Un any més tard, el 2008, torna a Los Angeles, però va a Geòrgia avisat pels seus amics de Tbilissi, que sospiten que hi haurà aviat un conflicte. Aleshores ell, acompanyat del seu càmera Sebastian Ganz (Richard Coyle), s'endinsen en un país on esclata un conflicte que els deixa atrapats al mig del foc creuat quan es trobaven en la cerimònia d'un casament. Amb els membres del casament i l'ajuda d'un soldat georgià, la seva missió esdevé sortir de l'atrocitat que Rússia comet a Geòrgia davant de l'apatia internacional deguda a l'inici dels Jocs Olímpics a Pequín aquell mateix any.

## Producció
La gravació, que va durar 36 dies amb un pressupost de 12 milions de dòlars, va començar a l'octubre de 2009 a Tbilisi.
Segons el president georgià Mikheil Sakaixvili, la pel·lícula no va ser finançada pel govern georgià. Tot i això, un dels productors, David Imedashvili, va dir que els primers fons del projecte provenien del finançament del govern georgià. Segons la premsa de Geòrgia, la pel·lícula va ser finançada per Koba Nakopia, una parlamentària del Moviment Nacional Unit, que aleshores governava amb el partit de Sakaixvili. El director Renny Harlin, George Lascu i Mirza Davitaia, el ministre d'Estat en afers de la diàspora entre 2009 i 2012, que durant la gravació era el viceministre georgià de Cultura, Protecció de monuments i Esports, també surten als crèdits com a productors.
Es va utilitzar un dels edificis de l'administració presidencial de Geòrgia per filmar parts de 5 Days of War. Alguns membres de l'equip d'efectes especials eren russos i havien treballat anteriorment a Els guardians de la nit. El personal i material militar que es van utilitzar a la pel·lícula els van cedir l'Armada de Geòrgia.